# Els Masos de Torroella
Els Masos de Torroella – miejscowość w Hiszpanii, w Katalonii, w prowincji Girona, w comarce Alt Empordà, w gminie Torroella de Fluvià.
Według danych INE z 2005 roku miejscowość zamieszkiwało 27 osób.